# Murilo Damasceno Neto
Murilo Damasceno Neto (Belo Horizonte, Brasil, 10 de octubre de 1992) es un futbolista brasileño. Juega de mediocampista y su equipo actual es el Chiapas FC de la Primera División de México.

## Clubes
| Club                     | País   | Año             |
| ------------------------ | ------ | --------------- |
| Cerâmica                 | Brasil | 2013            |
| Ocelotes de la UNACH     | México | 2013 - 2014     |
| Atlético Chiapas         | México | 2014 - 2015     |
| Cafetaleros de Tapachula | México | 2015            |
| Chiapas FC               | México | 2016 - 2016     |
| Amateur                  | Brasil | 2017 - presente |

- Datos: Q20895182